# Джованні ді Козімо Медічі
Джованні Медічі (*3 липня 1421, Флоренція — †23 вересня 1463, Флоренція) — італійський нобіль, флорентійський дипломат, банкір, колекціонер.

## Життєпис
Походив з впливової родини Медічі. Народився у м. Флоренція у 1421 році. Син Козімо Медічі та Контессіни де Барді. Отримав гарну освіту. У 1426 році його було зараховано до Старших цехів, у 1435 році — членом Цеху виробників шерсті. У 1438 році батько призначає Джованні очільником філіалу Банку Медічі у Флоренції. на цій посаді він успішно діяв, значно розширивши вплив та клієнтуру філіалу. У 1447 році повертається до Флоренції. тут він починає активно займатися колеціонуванням скульптур, старовинних монет, рукописів, ювелірних виробів, музичних інструментів. Він робить замовлення відомим тогочасним митцям: Мікелоццо, Донателло, Доменіко Венеціано, Фра Філіппо Ліппі, Песеліно. Багато з цього було розміщено на його віллі у Ф'єзоле та палаці Медічі у Флоренції.
У 1454 році обирається пріором. У 1455 році виконує дипломатичне доручення Флорентійської республіки у Римі, де вітав папу римського Калікста III з обранням. Того ж року призначається генеральнім директором Банку Медічі. Втім на цій посаді наробив чимало помилок, тому батько його звільнив. З цього моменту у політичному житті не брав участі. Помер у Флоренції від подагри 23 вересня 1463 року.

## Родина
Дружина — Джиневра деї Алесандрі
Діти:
- Козімо (1453–1459)

2. Коханка
Діти:
- Франческо (д\н), помер немовлям
- Джованні (д/н—1463)